# Triumph of the Spirit
Pour plus de détails, voir Fiche technique et Distribution.
Triumph of the Spirit est un film américain réalisé par Robert Milton Young, sorti en 1989.

## Synopsis
Pendant la Seconde Guerre Mondiale, un boxeur Grec médaillé olympique est emmené et emprisonné à Auschwitz. Il y servit d'amusement pour les troupes allemandes, ce qui lui permit de survivre au sein du camp d'extermination.

## Fiche technique
- Titre : Triumph of the Spirit
- Réalisation : Robert Milton Young
- Scénario : Andrzej Krakowski et Laurence Heath d'après une histoire de Shimon Arama et Zion Haen
- Photographie : Curtis Clark
- Musique : Cliff Eidelman
- Pays d'origine : États-Unis
- Genre : biographie, drame
- Date de sortie : 1989

## Distribution
- Willem Dafoe : Salamo Arouch
- Edward James Olmos : Gypsy
- Robert Loggia : Poppa
- Wendy Gazelle : Allegra
- Kelly Wolf : Elena
- Costas Mandylor : Avram
- Kario Salem : Jacko
- Edward Żentara : Janush
- Hartmut Becker : Major Rauscher
- Maria Probosz : la petite amie de Rauscher